# Ángel de la Paz (Múnich)

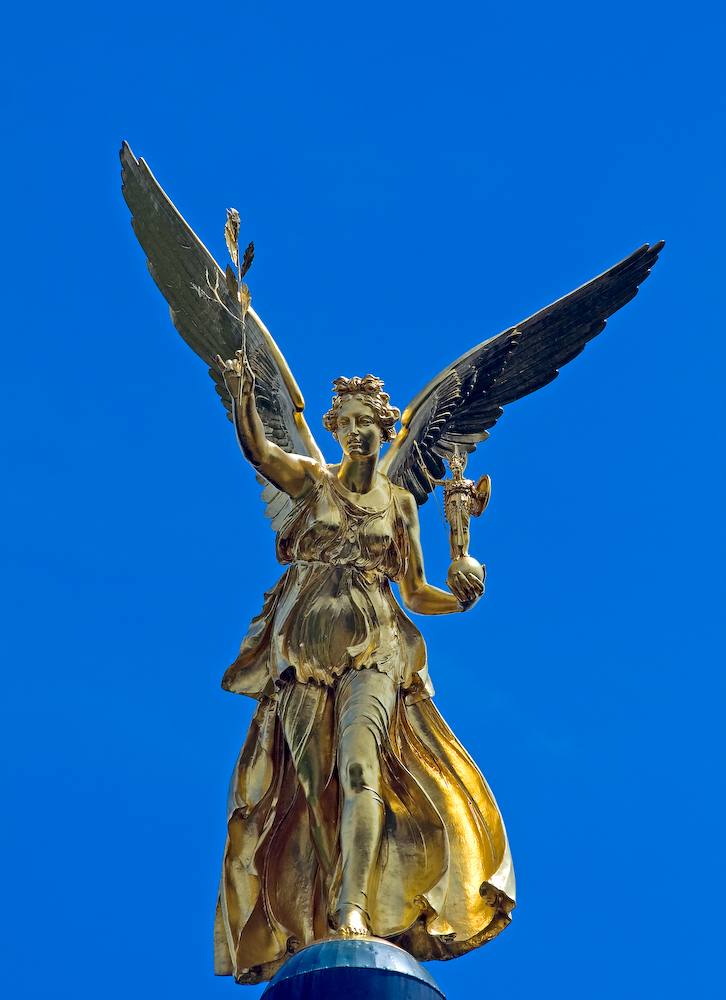
El Ángel de la Paz.

El Ángel de la Paz es un monumento en la ciudad alemana de Múnich, en el barrio de Bogenhausen, al oeste de la calle Prinzregentestraße junto al río Isar.
Se encuentra ubicado frente a una terraza, a la cual se llega por dos escaleras, y está complementada con una fuente central y cuatro laterales con figuras de delfines. El monumento se eleva 38 metros y consiste en una columna corintia, sobre la cual se encuentra la figura del Ángel de la Paz, una representación de la diosa griega de la victoria, Niké.
El Ángel conmemora los 25 años de paz luego de la Guerra Franco-Prusiana entre 1870 y 1871. En la base del monumento, en un pequeño templete, se encuentran retratados los emperadores alemanes Guillermo I, Federico III y Guillermo II, así como el canciller Otto von Bismarck y los generales Helmuth Karl Bernhard, Albrecht von Roon, Ludwig von der Tann-Rathsamhausen, Jakob von Hartmann y Siegmund von Pranckh. En los muros exteriores del template se encuentran mosaicos dorados con alegorías de la Guerra, la Paz, el Triunfo y la Bendición de la cultura.
El 10 de mayo de 1896 se puso la primera piedra y el 16 de julio de 1899 fue la inauguración.
La escultura de bronce fundido y recubierta de láminas de oro fue un trabajo conjunto de los artistas Heinrich Düll, Georg Pezold y Max Heilmaier.
El Ángel fue retirado de su posición en 1981 dado el deterioro del monumento. Después de la restauración de la base y de las alas, fue elevado a su lugar actual en 1983.
- Datos: Q504642
- Multimedia: Friedensengel / Q504642